# 张书林
张书林，贵州遵义人，是一名清朝政治人物。
张书林曾于1856年接替信和来任福建永安县知县一职，1863由石鸣韶接任。